# Dòlar de Hong Kong
El dòlar de Hong Kong (en xinès 香港圓 Xianggang yuan o, simplement, 圓 yuan, el mateix nom que rep la moneda xinesa; en anglès Hong Kong dollar o, simplement, dollar) és la unitat monetària oficial de Hong Kong, regió administrativa especial de la República Popular de la Xina des del 1997. El codi ISO 4217 és HKD i s'acostuma a abreujar amb el símbol del dòlar $, o bé HK$ per diferenciar-lo d'altres tipus de dòlars. Es divideix en 100 cèntims (仙 sin / cents) i, tradicionalment, també en 10 ho (毫), fracció que, però, no es veu reflectida en cap moneda.
La moneda de Hong Kong és acceptada també en diverses parts de la Xina meridional i a Macau, igual com en alguns centres comercials de Singapur.

## Història
A causa de la seva importància com a port comercial, a la colònia britànica de Hong Kong hi circulaven lliures esterlines, dòlars dels Estats Units, iens japonesos, rupies índies, wens xinesos, etc.
Tot aquest desgavell monetari es va acabar el 1935 amb l'adopció del dòlar de Hong Kong com a unitat monetària oficial, només interrompuda durant la invasió japonesa a la Segona Guerra Mundial (1941-1945).

## Monedes i bitllets
En circulen monedes de 10, 20 i 50 cèntims i d'1, 2, 5 i 10 dòlars, i bitllets de 10, 20, 50, 100, 500 i 1.000 dòlars, aquest darrer poc utilitzat. Els bitllets els emet, des del 1935, la Corporació Bancària de Hong Kong i Xangai o HSBC (香港上海滙豐銀行有限公司 Xianggang Shanghai Huifeng Yinhang / The Hongkong and Shanghai Banking Corporation) i el Banc Standard Chartered o SCB (Standard Chartered Bank / 渣打銀行 Zhada Yinhang), hereu de l'antic Chartered Bank of India, Australia and China; i a partir del 1994 també s'hi ha afegit el Banc de la Xina a Hong Kong [中国銀行(香港) Zhongguo Yinhang (Xianggang) / Bank of China (Hong Kong)]. Les monedes les emet l'Autoritat Monetària de Hong Kong (香港金融管理局 Xianggang Jinrong Guanliju / Hong Kong Monetary Authority), que és l'entitat encarregada de controlar el dòlar de Hong Kong.

## Taxes de canvi
- 1 EUR = 10,3032 HKD (4 de març del 2007)
- 1 USD = 7,81490 HKD (4 de març del 2007) - canvi fix

Té un canvi fix respecte a la pataca de Macau a raó d'1,03 pataques per dòlar HK. Des del 17 d'octubre del 1983 també té un canvi fix respecte al dòlar dels Estats Units, sobre la base de 7,80 HKD per dòlar estatunidenc.